# Zahumlje

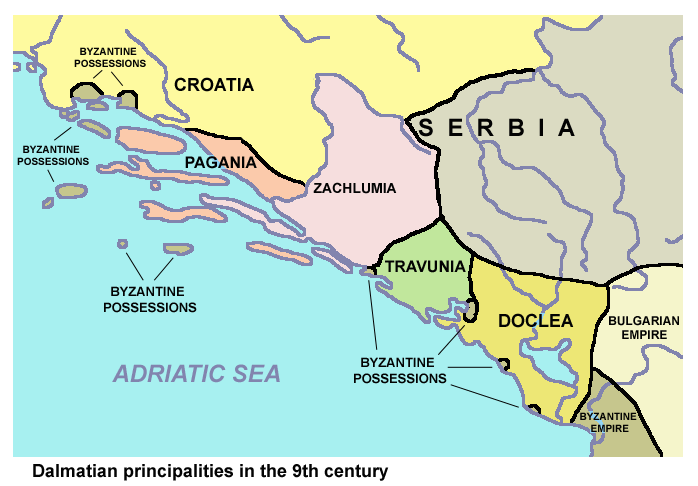

Zachlumia of Zachumlia (Servo-Kroatisch: Zahumlje / Захумље, uitgesproken als [zǎxuːmʎe]), ook Hum, was een middeleeuws vorstendom in de hedendaagse regio's Herzegovina en Zuid-Dalmatië (tegenwoordig delen van respectievelijk Bosnië en Herzegovina en Kroatië).

## Regio
Het vorstendom omvatte belangrijke delen van zuidelijk Dalmatië, ongeveer van de rivier de Neretva tot de stad Dubrovnik, met zijn hinterland en eilanden.

## Geschiedenis
In sommige perioden was het een volledig onafhankelijk of semi-onafhankelijk Zuid-Slavisch vorstendom. Het onderhield betrekkingen met verschillende  naburige mogendheden, zoals: het Byzantijnse Rijk, het Eerste Bulgaarse Rijk, het Koninkrijk Kroatië en het Groot Prinsdom Servië. Later was het een vazalstaat van het Koninkrijk Hongarije, het Koninkrijk Servië, het Koninkrijk Bosnië, en uiteindelijk werd het een deel van het Ottomaanse Rijk.